# Законодательное собрание Приморского края
Законодательное Собрание Приморского края — законодательный (представительный) однопалатный орган государственной власти Приморского края, является постоянно действующим высшим и единственным органом законодательной власти края. Законодательное Собрание состоит из 40 депутатов, избираемых сроком на пять лет.

## История
25 января 1995 года состоялось первое заседание Думы Приморского края. Законодательный (представительный) орган государственной власти формировался в два этапа, и после довыборов в январе 1995 года Дума получила полномочия проводить заседания и принимать решения.
С января по июнь 1995 года пост председателя Думы первого созыва занимали Игорь Лебединец, с июля 1995-го по декабрь 1996 года — Владимир Ведерников, а затем — с декабря 1996-го по декабрь 1997-го — Николай Литвинов. Было проведено 46 заседаний, на которых депутаты приняли 110 законов и 742 постановления, касающихся важнейших вопросов жизнеобеспечения края. Главным основополагающим документом для жизни Приморья стал Устав Приморского края. Были приняты ряд социально-значимых законов. Среди них — «Об охране труда в Приморском крае», «Социальной реабилитации подростков, обучающихся в учреждениях начального профобразования».
Должность председателя второго созыва Думы занимали Сергей Дудник с 1997 года и Сергей Жеков с 2000 года. Дума провела 71 заседание. Были приняты 241 закон и почти 1300 постановлений. В числе приоритетов — развитие экономики, реструктуризация предприятий, поддержка сельского производителя. В числе важных законов, принятых вторым составом Думы — «Об упорядочении оборота этилового спирта и алкогольной продукции», О порядке утилизации, складирования, перемещения лома и отходов черных, цветных металлов и сплавов, О локальных естественных монополиях Приморского края", "Об оптовых продовольственных рынках, «О бюджете развития Приморского края», «О досудебной санации предприятий» и другие.
Выборы депутатов Законодательного Собрания третьего созыва, проходили в два этапа, в декабре 2001 года было избрано менее половины его состава, поэтому начать работу краевой парламент смог только 21 июня 2002 года. Важным направлением работы для приморских законодателей в этот период стала реализация реформы местного самоуправления на территории Приморского края. Председателем Законодательного Собрания на протяжении всего созыва работал Сергей Сопчук. За время деятельности депутатов третьего созыва было принято почти 400 законов и 1623 постановления.
Законодательное Собрание Приморского края четвёртого созыва впервые в истории приморского парламента было сформировано по смешанному принципу. В октябре 2006 года 20 депутатов были избраны по партийным спискам и 20 депутатов — по одномандатным округам. Важным решением стало утверждение краевой целевой программы «Развитие Владивостока как центра международного сотрудничества в Азиатско-Тихоокеанском регионе» на 2008—2011 годы и контроль за её реализацией. Эта программа была разработана и принята в рамках подготовки к саммиту АТЭС, который состоялся в сентябре 2012 года. Одним из самых значимых среди принятых в четвёртом созыве стал закон «О Стратегии социально-экономического развития Приморского края до 2025 года», который определил долгосрочные цели и приоритетные направления развития экономики и социальной сферы края. Около 40 процентов принятых в четвёртом созыве законов носили социальную направленность. Председателем Законодательного Собрания на протяжении всего созыва работал Виктор Горчаков. Депутаты приняли 861 закон и 2632 постановления.
Первое заседание Законодательного Собрания пятого созыва, состоялось 16 декабря 2011 года. В 2012 году был принят блок законов, позволяющих предприятиям-инвесторам, созданным на территории Приморья, пользоваться определёнными налоговыми льготами. В их числе краевые законы «Об установлении пониженной ставки налога на прибыль организаций, подлежащего зачислению в краевой бюджет, для отдельных категорий организаций» и «О налоге на имущество организаций». Активная работа депутатского корпуса позволила принять ряд документов, направленных на поддержку семьи и детства. Одним из первых решений пятого созыва стало установление в Приморском крае регионального материнского капитала. В апреле 2013 года приморские депутаты узаконили почетное звание «Ветеран труда Приморского края» и установили меры социальной поддержки для его обладателей. В мае 2014 года началась совместная работа депутатского корпуса, исполнительной власти и муниципалитетов по реформированию системы местного самоуправления. Во время работы пятого созыва должность председателя занимали Евгений Овечкин и Виктор Горчаков. Депутатами было принято почти 900 законов и 2632 постановления.
Краевой парламент 6 созыва во главе с председателем ЗС ПК Александром Роликом стал активным участником ключевых социально-экономических процессов. При разработке новых законов парламентарии в первую очередь учитывали, как они влияют на социальную составляющую, экономику и инвестиционный климат. Основным ориентиром в деятельности депутатского корпуса 6 созыва стал курс на повышение качества жизни приморцев, реализацию национальных проектов и ключевых направлений, заложенных в майских указах президента России. Не случайно, из всего массива законов, принятых Законодательным Собранием 6 созыва, необходимо особо выделить большой блок законопроектов, принятых в конце 2018 — начале 2019 года по инициативе главы края Олега Кожемяко. Они концептуально изменили подход к осуществлению социальной политики в Приморье. Это законы, направленные на повышение уровня социальной поддержки семей с детьми и многодетных семей, учащихся ПТУ, школьников, детей-сирот, старшего поколения, «детей войны», людей предпенсионного возраста, обманутых дольщиков, ветеранов и инвалидов боевых действий и ряда других категорий жителей края, привлечение и закрепление медицинских работников, педагогов.
За свою 25-летнюю историю депутаты Законодательного Собрания Приморья приняли более 3 тысяч законов, в том числе свыше 700 — в 6 созыве. За каждым законопроектом стоит серьёзная и кропотливая работа на благо жителей Приморского края.

## Фракции

### 7 созыв (2021 — 2026)
По итогам Единого дня голосования 19 сентября 2021 года в выборах в региональный парламент Приморского края принимали участие 5 политических партий,  преодолели 5 % избирательный барьер и сформировали одноимённые фракции, все заявленные партии .
| Фракция                                                    | Руководитель                  | Мест | %      | Голоса |
| ---------------------------------------------------------- | ----------------------------- | ---- | ------ | ------ |
| Единая Россия                                              | Слепченко Сергей Владимирович | 23   | 37.88% | 228186 |
| КПРФ                                                       | Долгачев Анатолий Николаевич  | 14   | 31.02% | 186871 |
| ЛДПР                                                       | Андрейченко Андрей Валерьевич | 1    | 9.03%  | 54389  |
| Справедливая Россия – Патриоты – За правду                 | Козицкий Алексей Анатольевич  | 1    | 9.29%  | 55950  |
| Российская партия пенсионеров за социальную справедливость | Байделюк Вячеслав Викторович  | 1    | 8.40%  | 50616  |

В мае 2022 года из фракции КПРФ были исключены два депутата (Геннадий Шульга и Леонид Васюкевич), выступившие против «спецоперации» на Украине.

### 6 созыв (2016 — 2021)
По итогам Единого дня голосования 18 сентября 2016 года в выборах в региональный парламент Приморского края принимали участие 6 политических партий,  преодолели 5 % избирательный барьер и сформировали одноимённые фракции, все заявленные партии, кроме партии "Яблоко" .
| Фракция                                         | Руководитель                  | Мест | %     | Голоса  |
| ----------------------------------------------- | ----------------------------- | ---- | ----- | ------- |
| Единая Россия                                   | Слепченко Сергей Владимирович | 25   | 57.5% | 217 318 |
| КПРФ                                            | Долгачев Анатолий Николаевич  | 8    | 20.0% | 114 613 |
| ЛДПР                                            | Зотов Евгений Александрович   | 5    | 12.5% | 112 495 |
| Справедливая Россия                             | Козицкий Алексей Анатольевич  | 1    | 2.5%  | 39 393  |
| Российская партия пенсионеров за справедливость | Толмачева Юлия Валерьевна     | 1    | 2.5%  | 29 937  |

### 5 созыв (2011—2016)
По итогам Единого дня голосования 4 декабря 2011 года в выборах в региональный парламент Приморского края принимали участие 4 парламентские партии, все преодолели 5 % избирательный барьер и сформировали одноимённые фракции.
Политической партии «Яблоко» отказано в регистрации.
| Фракция             | Руководитель                 | Мест | %       | Голоса  |
| ------------------- | ---------------------------- | ---- | ------- | ------- |
| Единая Россия       | Сопчук Сергей Андреевич      | 22   | 33.65 % | 248 285 |
| КПРФ                | Гришуков Владимир Витальевич | 7    | 23.81 % | 175 671 |
| ЛДПР                | Зотов Евгений Александрович  | 4    | 19.83 % | 146 287 |
| Справедливая Россия | Козицкий Алексей Анатольевич | 4    | 19.84 % | 146 354 |

### 4 созыв (2006 — 2011)
Выборы в законодательное собрание 4 созыва было назначено на единый день голосования 8 октября 2006 года. Выборы впервые проводились по смешанной системе: 20 депутатов — по одномандатным округам, 20 депутатов — по партийным спискам. Депутаты избирались на срок 5 лет. В выборах принимали участие 10 политических партий. По итогам голосования списки кандидатов только 4 партий преодолели 7 % избирательный барьер и сформировали одноимённые фракции.
| Фракция                 | Руководитель             | Мест | %      | Голоса  |
| ----------------------- | ------------------------ | ---- | ------ | ------- |
| Единая Россия           | —                        | 13   | 48.27% | 281 073 |
| КПРФ                    | —                        | 3    | 12.14% | 70 719  |
| Партия Пенсионеров      | —                        | 2    | 9.13%  | 53 171  |
| Свобода и Народовластие | Черепков Виктор Иванович | 2    | 8.67%  | 50 495  |

Другие партии не смогли пройти, среди них:
- ЛДПР → 5.86% (34 098)
- Партия Жизни → 4.40% (25 603)
- Партия Родина → 2.26% (13 174)
- Партия Яблоко → 2.02% (11 748)
- Патриоты России →  1.82% (10 622)
- Народная воля → 1.04% (6 058)

### 3 созыв (2001 — 2006)
Первые два созыва избиралась Дума Приморского края. В июле 2001 года было принято решение о переименовании думы в законодательное собрание с нового созыва. 28 августа 2001 года депутаты назначили выборы в законодательное собрание Приморского края 3 созыва на 9 декабря 2001 года. Выборы проводились по мажоритарной системе, избиралось 39 депутатов по одномандатным округам на срок 5 лет. Схема округов сохранилась в прежних границах. Предложенная крайизбиркомом новая схема, где границы округов были изменены ради численной справедливости, была отклонена депутатами. Впервые был введён избирательный залог — кандидатам для регистрации дали возможность не только собирать подписи избирателей в свою поддержку, но и вносить денежный залог. По итогам голосования 9 декабря 2001 года было избрано всего 18 депутатов, а в 23 округах выборы были признаны несостоявшимися, так как явка избирателей составила менее 25%, что являлось минимальным барьером. По этой причине следующие 6 месяцев продолжили работу депутаты второго созыва, а избранные 18 депутатов могли лишь присутствовать на заседаниях без права голоса. К концу 2001 года Приморье было единственным субъектом РФ, в котором по результатам выборов не был сформирован легитимный законодательный орган.
9 июня 2002 года состоялись довыборы депутатов третьего созыва. Первое заседание депутатов третьего созыва состоялось 21 июня 2002 года. Председателем был вновь избран Сергей Сопчук, депутат от избирательного округа № 33 - Октябрьский и часть Хорольского районов Приморья, занимавший эту должность и в прошлом созыве.